# Lonicera xylosteum
Espèce
Classification phylogénétique
Le Chèvrefeuille des haies ou Chèvrefeuille à balais (Lonicera xylosteum) est une espèce d'arbustes de la famille des Caprifoliacées. Il est parfois appelé Camérisier des haies, Camerisier à balais.

## Étymologie
Xylosteum, du grec ξύλον - xulon, bois et ὀστέον - osteon, os, en raison de l'aspect des entrenœuds qui font penser à des os.

## Description

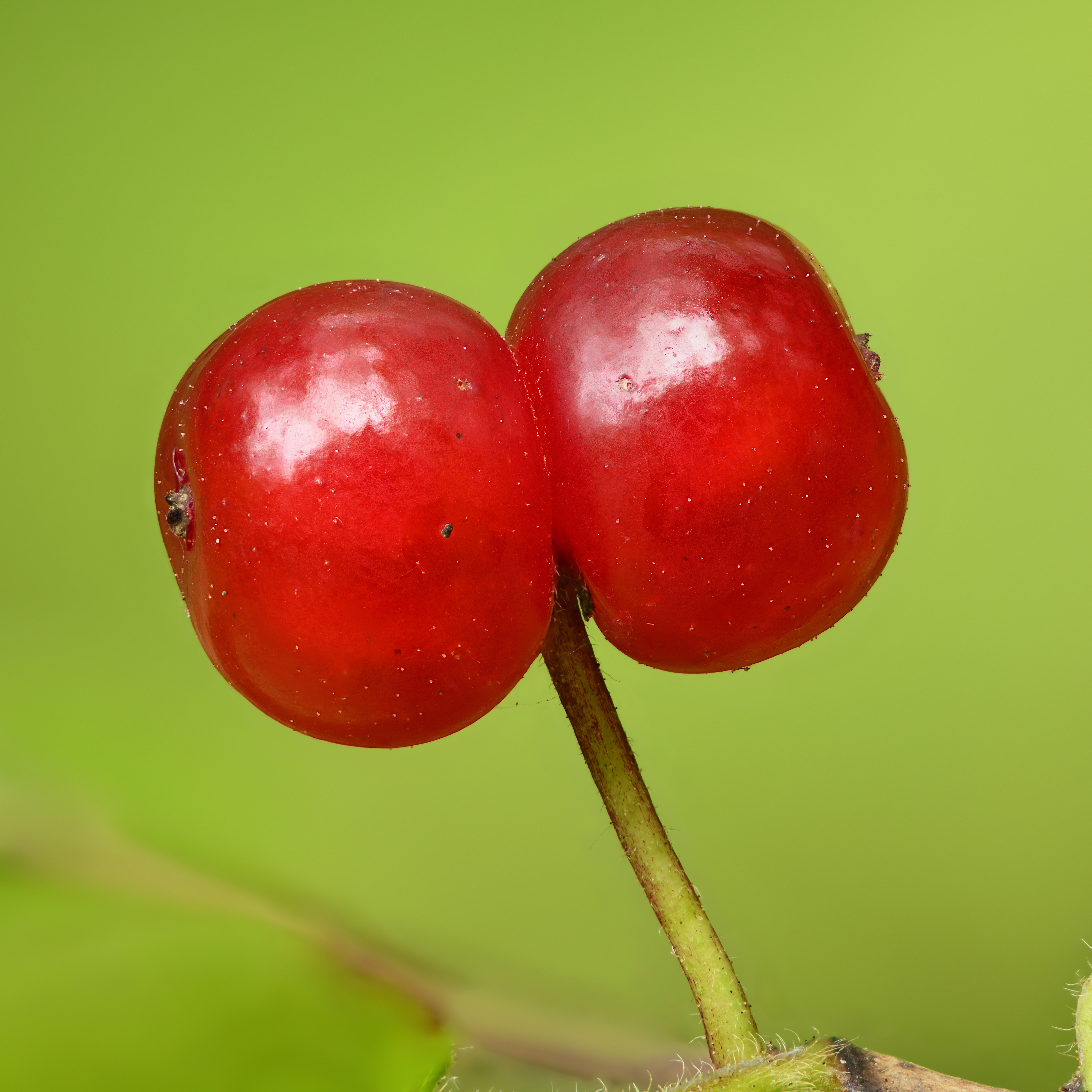
Fruits

Lonicera xylosteum est un arbrisseau d'une hauteur de 1 à 3 m environ, à feuilles caduques, simples, opposées, poilues sur les deux faces et non dentées. Les fleurs sont blanc-jaunâtre à deux lèvres, groupées par deux. A maturité, les fruits sont des baies rouges luisant, globuleuses, réunies par 2 et légèrement soudées à la base.
Son port est très buissonnant. Les tiges grêles sont en majorité dressées, puis elles s'étalent tout en retombant. Son écorce est grisâtre, celle-ci se détache d'une manière précoce en fines lanières longitudinales.

## Caractéristiques.

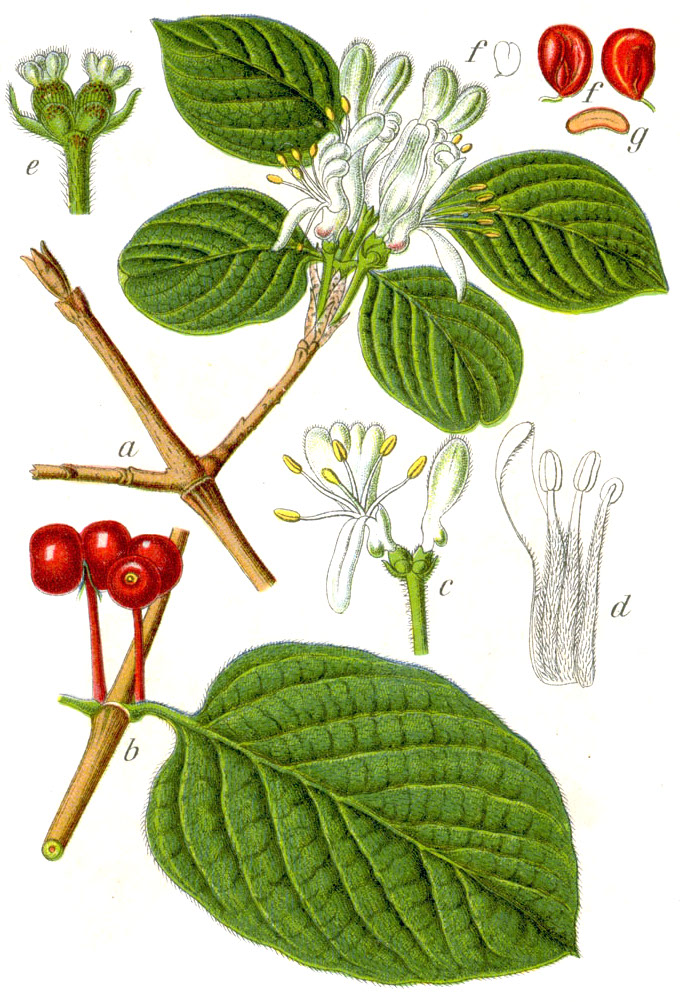
Lonicera xylosteum

## Caractéristiques[3].

### Organes reproducteurs
- Type d'inflorescence : cyme multipare
- Répartition des sexes : hermaphrodite
- Type de pollinisation : entomogame
- Période de floraison : mai à juin

### Graine
- Type de fruit : baie
- Mode de dissémination : endozoochore

### Habitat et répartition
- Habitat type : fourrés arbustifs médioeuropéens, planitiaires-montagnards, mésotrophiles, basophiles.
- Aire de répartition : eurasiatique septentrional

### Confusions possibles avec d'autres plantes
- Viorne obier[2]

## Propriétés[2]
Les baies sont toxiques quelle que soit leur couleur, très riches en saponines, pouvant provoquer l'hémolyse. Leur consommation provoque des vomissements et des palpitations.

## Parasite

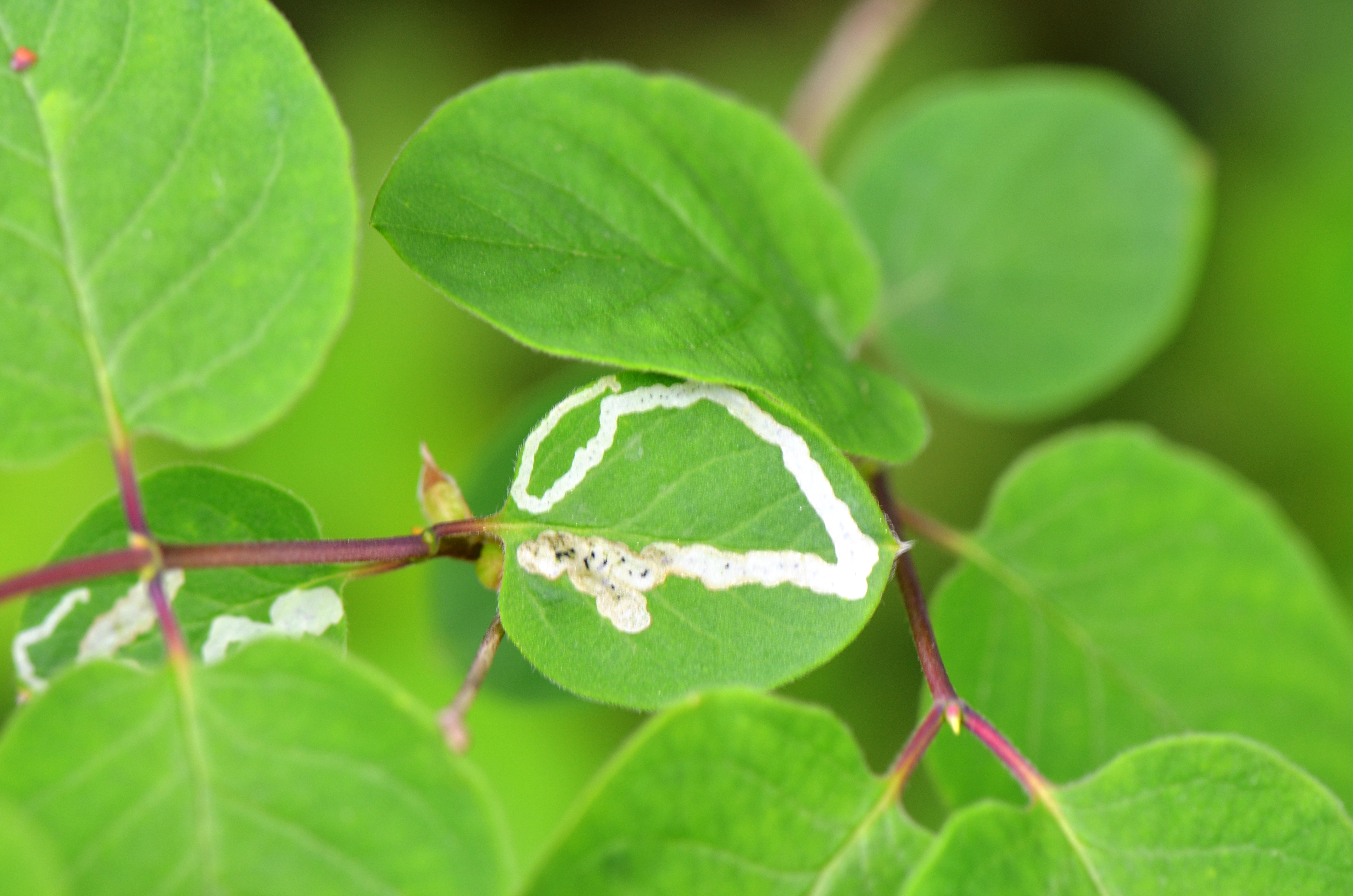
La Mineuse du Camerisier.

Chromatomyia lonicerae, la Mineuse du Camerisier est un insecte dont les larves se développent dans les feuilles de Lonicera xylosteum.

## Symbolique

### Calendrier républicain
- Dans le calendrier républicain, le Chamérisier était le nom attribué au 14e jour du mois de floréal[5] généralement chaque 3 mai du calendrier grégorien.